# Heilig Kruiskerk (Vorsen)

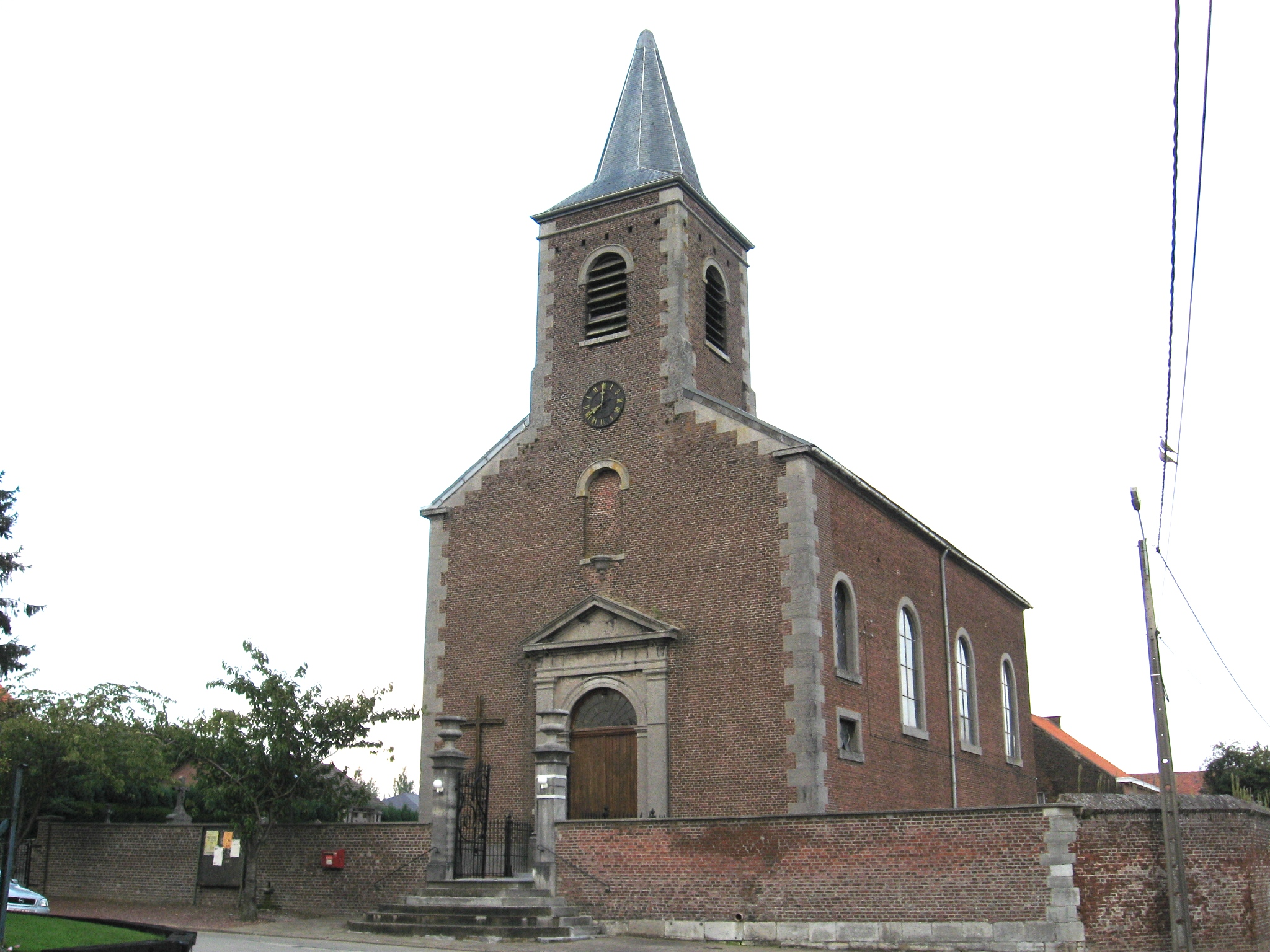
Heilig Kruiskerk

De Heilig Kruiskerk is de parochiekerk van Vorsen, gelegen aan Brouwerijstraat 5A.
De parochie was eertijds afhankelijk van de Sint-Jorisparochie te Jeuk. In 1124 werd het patronaatsrecht en het tiendrecht opgekocht door het Sint-Janskapittel te Luik.
In 1850 werd het oude Romaanse kerkje afgebroken, om plaats te maken voor het huidige bouwwerk. Dit is een neoclassicistische, bakstenen, eenbeukig kerkje met ingebouwde toren. Het ingangsportaal heeft een fronton. Hoekbanden en vensteromlijstingen werden in natuursteen uitgevoerd.
De kerk is omgeven door een ommuurd kerkhof. Tal van 17e- en 18e-eeuwse grafkruisen werden tegen de muur gemetseld.
Het interieur van de kerk omvat een 15e-eeuws doopvont. Er is een altaarstuk, Kruisvinding, van Henin. De kruiswegstaties, van 1863, zijn door Isidore Lecrenier vervaardigd.
De kerk bevat een orgel van François Bernard Loret uit ca. 1860.  Het orgel is beschermd sinds 2004.